# Sanacea
Sanacea là một chi bướm đêm thuộc họ Erebidae.